# TvOS 17
tvOS 17 è la diciassettesima versione del sistema operativo per Apple TV sviluppato dalla Apple Inc. È stata presentata durante la Worldwide Developers Conference del giugno 2023. Lo stesso giorno è stata pubblicata la prima versione beta per sviluppatori.